# 영화음악 (MBC)
《이주연의 영화음악》은 MBC FM4U의 라디오 프로그램으로, 새벽 3시부터 4시까지 방송되었으며 마지막 진행자는 이주연 아나운서이다.

## 역사

### 1970년대
방송은 1970년대 중반 경에 시작되었고, 1976년 가을 개편부터 방송 시작이 오후 8시에서 10시로 늦춰졌다. 1977년 춘하계 개편에서는 방송 시간이 30분에서 한 시간가량 늘어나기도 하였다. 1979년 진행자는 당시 MBC 아나운서였던 오영제였다.

### 1980년대
1981년 10월 가을 개편부터는 당시 홍익대학교 대학원 재학생이던 가수 한경애가 진행을 맡게 된다. 1987년 10월 가을 개편부터는 당시 MBC 아나운서였던 박미숙이 진행을 맡았다. 1년 후인 1988년 10월 가을 개편으로 박미숙 아나운서가 물러나고 임국희 아나운서가 새로운 진행자가 되었다.

### 1990년대 ~ 2003년
정확한 시작시기는 알 수 없지만 조일수 아나운서가 1992년 10월까지 영화음악을 진행하다가 11월 2일 가을 개편 시기부터 (故)정은임 아나운서가 진행을 맡게 된다. 1995년 3월 정은임 아나운서가 봄 개편으로 하차하고 4월 1일부터 동시통역사이자 연극배우인 배유정이 진행을 맡게 되었다. 1998년 가을 개편부터는 배유정의 후임으로 홍은철 아나운서가 진행을 맡게 되었고, 2000년 10월 31일에 홍은철의 영화음악 2주년 기념공연을 하기도 했다.2001년4월부터 이주연 아나운서가 진행을 하였고 2002년 봄 개편부터는 최윤영 아나운서가 DJ를 맡아 진행하다가, 이듬해인 2003년 가을 개편때 8년여만에  (故)정은임 아나운서가 진행을 맡게 되었다.

### 2004년 영화음악 폐지
(故)정은임 아나운서가 다시 돌아왔지만, 방송진행 6개월여만인 2004년 봄 개편 시기에 팬 들의 반대에도 불구하고 MBC 라디오국은 '접촉도 낮은 프로그램의 통폐합, 와이드화'라는 방침을 이유로 4월 26일 방송을 끝으로 완전히 폐지시켰다. 개편 후 영화음악의 앞 시간대 프로그램 유희열의 All That Music을 3시대로 옮기고 성격도 영화음악과 송기철의 월드뮤직을 합친 형태로 바꿨으며 진행자도 음악인 유희열에서 아나운서 박소현으로 교체했다. 그리고 그 해 7월 22일  (故)정은임 아나운서는 불의의 차량 전복사고를 당해 머리를 크게 다쳐 영화음악 팬들과 동료 아나운서들이 이를 안타까워 했고, 카페와 미니홈피에 그녀의 쾌유를 비는 메시지를 남기기도 했다.
 정은임 아나운서는 4시간여에 걸쳐 뇌 감압술과 뇌실배액술을 받았지만 깨어나지 못하고 위독한 상태였다가 8월 4일 숨을 거두었다. 결국 4월에 폐지된 영화음악이 (故)정은임의 생전 마지막 프로그램이 되고 말았다.

### 2006년 영화음악 부활, 2013년의 폐지와 부활
영화음악이 사라진 지 2년 7개월여 만인 2006년 10월 31일 이주연 아나운서의 뮤직스트리트의 1부로 부활하여 방송이 재개되었으며, 2008년 봄 개편부터 이주연의 영화음악으로 독립하여 방송되었다. 그 해 12월부터 2009년 1월 초까지 문화방송 파업으로 인해 김세윤 작가가 대신 진행을 맡기도 했는데, 2010년 파업 기간에도 마찬가지로 진행되거나 재방송을 하기도 했다.
2011년 5월 9일, MBC 라디오의 봄 개편으로 고스트스테이션이 신설되면서 방송 시작 시간이 새벽 2시에서 3시로 늦춰지게 되었지만, 2011년 가을 개편때 김나진 아나운서가 진행하던 플레이리스트를 폐지하게 되면서 방송 시간이 주중 2시간(3시 ~ 4시 55분)으로 늘어나게 되었다. 그러나 2012년 1월 시작된 MBC 노조 파업의 여파로 인해 또다시 김세윤 작가가 대타 진행을 맡게 되었고, 3월에는 고스트스테이션 방송마저 잠정 중단되면서 평일 새벽 2시대로 1시간 앞당겨져 방송되거나 재방송을 내보내기도 하다가 몇개월 후부터는 MBC 라디오국 간부급 국장들까지 파업에 참여하게 되는 상황이 벌어져 영화음악 재방송분 송출을 중단하고 대신 MBC의 DMB 라디오 채널 M 프로그램 재방송을 내보내기도 했었다. 하지만 7월에 파업이 끝나면서 다시 방송을 시작했고 방송 시간도 원래 방송 시간인 새벽 3시가 되었다. 이주연 아나운서도 잠시 복귀했다가 출산 준비를 이유로 2012년 7월 24일 단 하루만 진행을 하고 휴가를 냈으며, 2012년 7월 25일부터 박혜진 아나운서가 진행했다. 2012년 가을 개편으로 고스트 스테이션이 종료함에 따라 시간이 또다시 새벽 2시로 앞당겨졌으나, K의 즐거운 사생활 신설로 인하여 2시간 방송에서 1시간 방송(2시 ~ 3시)으로 줄어들게 되었다.
2013년 1월 8일부터는 정식 DJ가 되었던 박혜진 아나운서를 대신해 문지애 아나운서가 약 2주동안 진행을 잠시 맡기도 했었다. 2013년 3월 24일 방송 이후에 추동계 개편으로 영화음악을 표준FM으로 옮겨 3월 25일부터 영화는 영화다라는 제목으로 박혜진 아나운서가 영화음악과 같은 포맷의 방송을 2013년 6월 23일까지 진행하고 하차했다. 2013년 6월 24일부터는 손정은 아나운서가 진행했고, 2013년 9월 1일 외국 유학을 떠나게 됨으로써 중도하차하였다. 9월 2일부터는 또 다시 방송 채널을 FM4U로 옮기고, '영화음악'이라는 프로그램명도 부활시켰다. 그리고 이때부터 김소영 아나운서가 진행했으나 뉴스데스크 평일 앵커를 맡게 되면서 2013년 11월 30일 방송을 끝으로 하차했고 12월 3일부터는 이주연 아나운서가 진행하고 있다. 2016년 가을개편으로 인해 방송시간을 새벽 2시에서 새벽 3시로 이동했다.

### 2018년폐지,FM 영화음악으로 계승
2017년 8월에는 2017년 대한민국 언론 노조 파업에 영화음악 제작진이 참여하며 170여 일 동안 방송이 중단되었으나, 동년 11월 정상화되며 영화음악이 제자리로 복귀하였다. 하지만 2018년 4월 개편으로 인해 이주연의 영화음악이 43년 만에 폐지되며, FM 영화음악으로 계승되어 영화배우가 진행한다는 소식에 프로그램 팬들의 적극적인 폐지 반대 운동 등 강한 반발이 일어나기도 했다. 2019년에는 FM 영화음악이 다시 새벽시간대로 돌아오며, 파업 당시 대타 DJ를 맡았던 김세윤 작가가 DJ 부스에 앉으며 시간대 역시 계승했으며, 이주연 아나운서는 MBC 퇴사 후 벅스의 뮤직캐스트 서비스를 통해 인터넷 라디오 방송인 《이주연의 영화 속 음악》으로 복귀했다.

## 코너
- <월> : 다혜 리의 Cine Talk Talk (with 이다혜 기자)
- <화> : 매직아워 스페셜
- <수> : 써니의 Coming Soon (with 김혜선 작가)
- <목> : 손변의 영화는 법이다 (with 손수호 변호사)
- <금> : 블링블링 사운드 트랙
- <토> : 김교수의 영화의 발견 (with 김홍준 교수)
- <일> : 나만의 영화, 숨은 음악 찾기

### 종영 코너
- 이영음 스페셜
- 이영음 어워즈 (2007년 1회를 시작으로 청취자들의 투표를 받은 후 매해 연말에 진행함)

## 역대 DJ
FM-FM4U(1980년대 ~ 2004, 2006 ~ 2013)
- 오영제(1970년대)
- 한경애(1981.10 ~ 하차시기 미상)
- 오미희
- 신현숙
- 박미숙(1987.10 ~ 1988.10)
- 임국희(1988.10 ~ 1991.04.07)
- 조일수(1991.04.08 ~ 1992.11.1)
- (故)정은임(1992.11.2 ~ 1995.4)
- 배유정(1995.4 ~ 1998년 가을)
- 홍은철(1998 ~ 2001.4.8)
- 이주연(2001.4.9 ~ 2002.4)
- 최윤영(2002.4 ~ 2003.10.20)
- (故)정은임(2003.10.21 ~ 2004.4.26)
- 이주연
  - 뮤직스트리트 1부 - 영화음악: 2006.10.31 ~ 2008.4.7
  - 영화음악: 2008.4.8 ~ 2012.7.24
- 박혜진(임시: 2012.7.25 ~ 10.22, 정식: 2012.10.23 ~ 2013.3.24)

영화는 영화다(표준FM, 2013)
- 박혜진(2013.3.25 ~ 6.23)
- 손정은(2013.6.23 ~ 9.1)

FM4U(2013 ~ 2018)
- 김소영(2013.9.2 ~ 12.2, 임시: 2016.7.26 ~ 8.15)
- 이주연(2013.12.3 ~ 2018.4.8)

## DJ 애칭
2008년 이주연의 영화음악으로 독립된 후 이 시기부터 청취자들은 DJ와 비슷한 외모의 외국 여배우의 이름을 딴 애칭을 붙여주었다.
- 이주연 - 미국의 영화배우 아네트 베닝에서 따온 '아네뜨'[27]
- 박혜진 - 미국 배우 애슐리 저드에서 따온 '애슐리'
- 김소영 - 미국 배우 겸 모델 아만다 사이프리드에서 따온 '아만다'

## 동시간대 프로그램
- 더 가까이 (KBS 쿨FM)
- 김주우의 팝 스테이션 (SBS 파워FM, KNN 파워FM)

## 같이 보기
- MBC FM4U

## 수상 경력
- 1997년 MBC 연기대상 라디오 부문 우수상 배유정